# Arc de Caracalla (Tébessa)
Pour les articles homonymes, voir Arc de Caracalla.
L'arc de Caracalla est un arc de triomphe érigé en 212 à Tébessa en Algérie, en l’honneur de l’empereur Caracalla, fils de Septime Sévère.

## Galerie

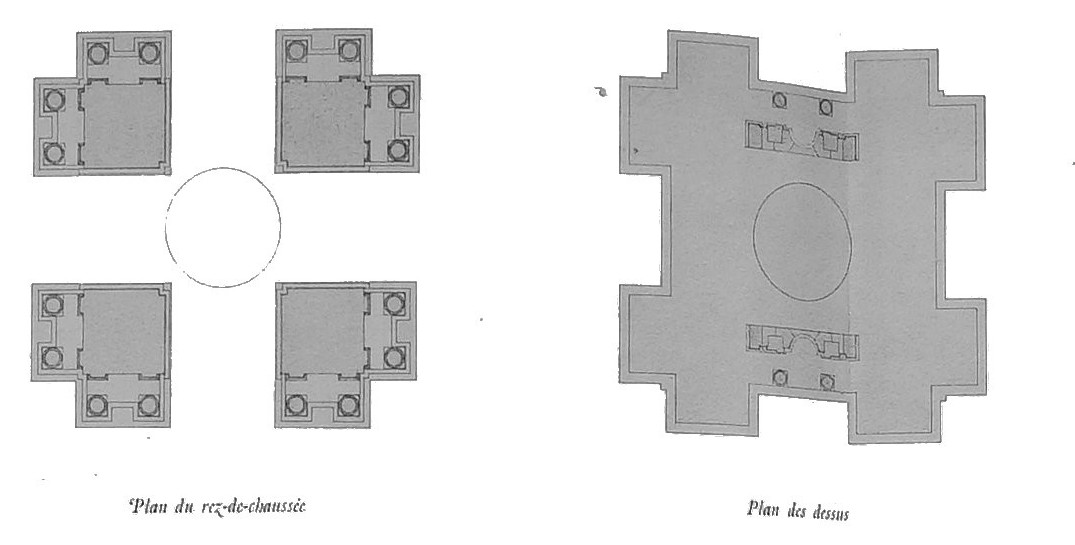
En coupe, rdc et le dessus.
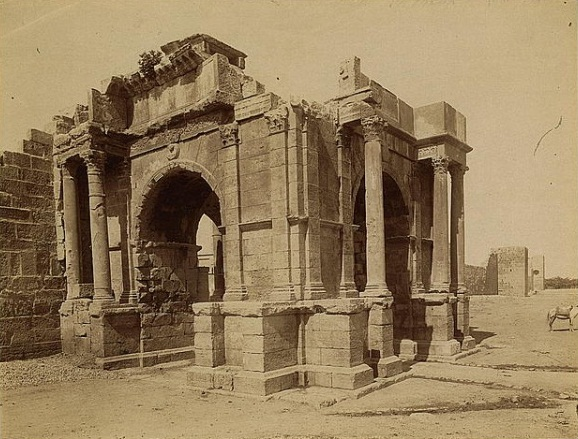
Vers 1860, image de la
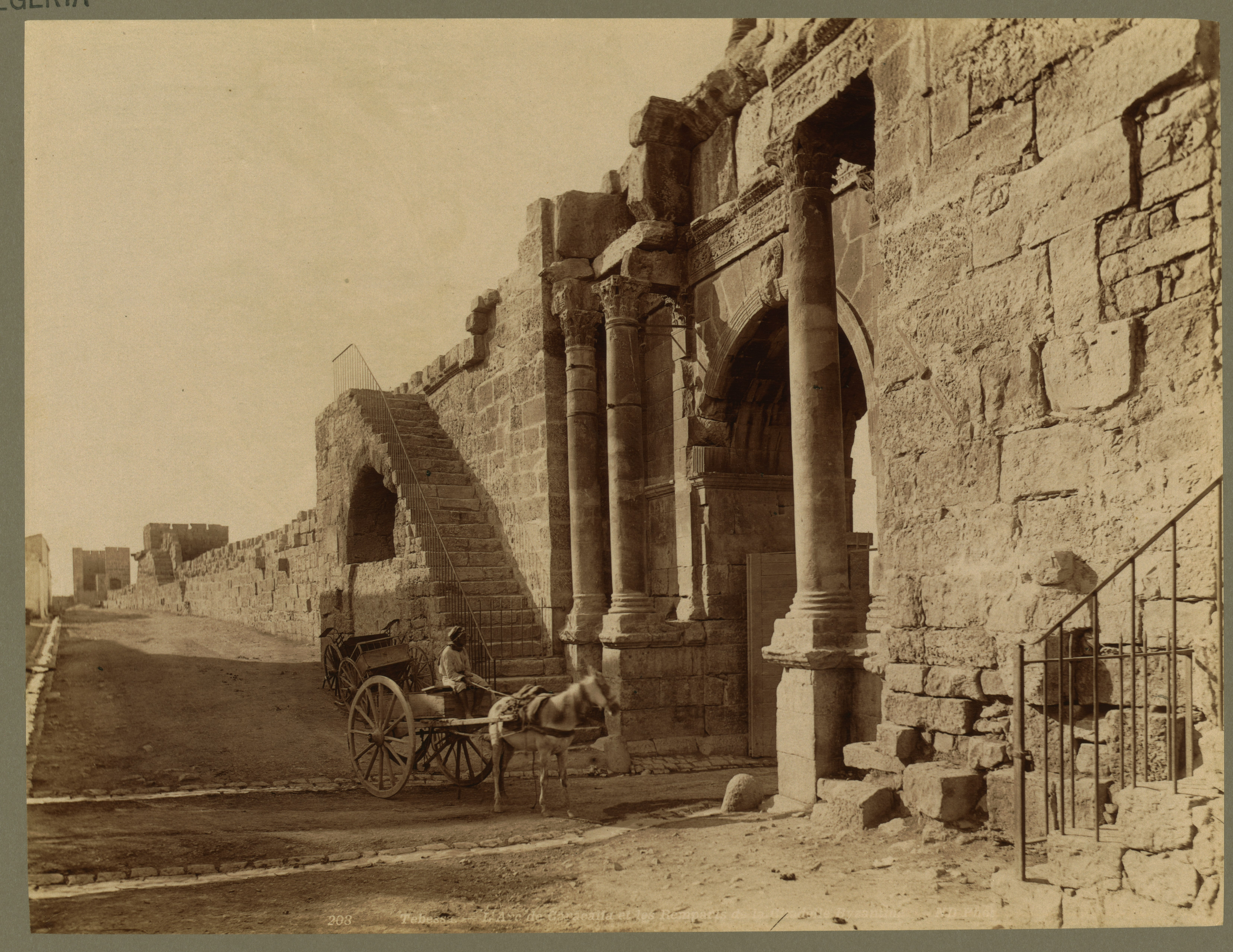
Librairie du Congrès.
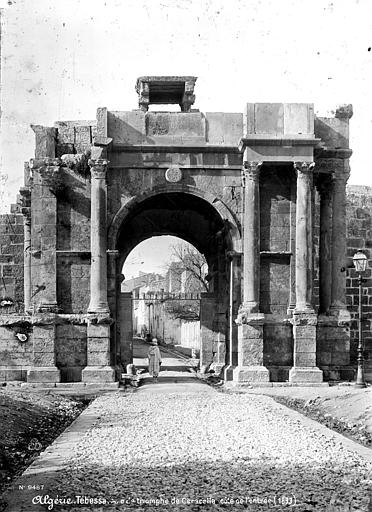
Vers 1833 par Séraphin-Médéric Mieusement.